# Thunbergia hossei
Thunbergia hossei är en akantusväxtart som beskrevs av C. B. Cl.. Thunbergia hossei ingår i släktet thunbergior, och familjen akantusväxter. Inga underarter finns listade i Catalogue of Life.